# Punk Love
Pour plus de détails, voir Fiche technique et Distribution.
Punk Love est un film indépendant de 2006 qui raconte une romance entre deux personnes hantées par l’abus sexuel et la dépendance. Punk Love a été réalisé et écrit par Nick Lyon, et met en vedette Chad Lindberg et Emma Bing.

## Synopsis
Violée par son beau-père, Sarah s’est enfuie à Portland avec son petit ami, Spike. Elle a essayé de convaincre son oncle par alliance de leur donner de l’argent en lui montrant des photos de lui trafiquant de la drogue. Leur plan a échoué et son oncle par alliance tente de les tuer tous les deux. Sarah s’enfuit et va se servir dans la cachette secrète où il met son argent, qu’elle a trouvée il y a trois ans. Ils s’installent dans une chambre de motel. Spike, qui est bassiste, trouve dans le journal une annonce pour une audition afin de rejoindre un groupe. Sur le chemin de l’audition, Spike et Sarah se disputent, laissant Sarah attendre sous la pluie sur le bord de la route. Un chauffeur de taxi offre à Sarah un retour gratuit à la maison, en lui disant qu’il est dangereux, surtout pour les petites filles, d’être seules à cette heure de la nuit. Finalement, elle monte sur le siège avant de la voiture. Le chauffeur de taxi semble gentil au début et lui pose quelques questions, mais Sarah, fatiguée et agacée, lui dit de s’arrêter et de la déposer. Le chauffeur de taxi se rend dans une zone déserte sous un pont, puis il la bat et la viole. Spike revient dans la chambre du motel pour trouver Sarah nue et tuméfiée sous la douche.
Une fois Sarah hospitalisée, Spike, nerveux d’attendre, demande à l’infirmière s’il peut voir Sarah. L’infirmière lui dit non en raison de la réglementation, nul ne peut la voir jusqu’à ce que ses parents viennent. Spike se faufile dans sa chambre pour la réconforte et la trouve endormie. La même infirmière entre et lui dit de partir. Il dit pitoyablement qu’elle est sa petite amie et hausse les épaules. Après avoir embrassé son front, il part et s’endort dans le couloir. Il est réveillé par les flics, l’un d’eux étant l’oncle par alliance de Sarah, qui lui passent les menottes pour viol légal, alors que les parents de Sarah sont derrière eux. Le jury donne à Spike une dernière chance d’accepter les conséquences et d’admettre sa culpabilité. Spike attaque le beau-père de Sarah en criant « Vous l’avez détruite et c’est de votre faute » pendant que quatre flics essaient de le retenir. Il est jugé coupable et envoyé en prison pour un an.
Le beau-père de Sarah entre dans la pièce pour trouver Sarah en train de se couper. Il sent de haut en bas sa jambe et lui dit d’arrêter de faire s’inquiéter sa mère et d’être une bonne fille. Elle lui dit à plusieurs reprises de sortir. Elle se réveille pour trouver Spike frappant à sa fenêtre. Ils s’embrassent et Spike lui dit de faire ses valises mais entend le beau-père de Sarah marcher vers sa chambre. Spike se cache jusqu’à ce qu’il entende Sarah crier « descendez de chez moi » puis il frappe à la fenêtre en lui disant de descendre. Le beau-père de Sarah finit par prendre le dessus sur Spike et commence à l’étouffer. Sarah tire sur son beau-père devant sa mère. Elle finit par dire à sa mère qu’il l’a agressée. Spike et Sarah volent sa voiture jusqu’à ce qu’ils atteignent Portland, où ils abandonnent sa voiture sous le pont.
Ils obtiennent plus d’argent et passent la nuit dans un hôtel chic. Ils se marient. Ils manquent d’argent et essaient de trouver d’autres moyens d’obtenir de l’argent, mais échouent. Ils se rendent chez Spike pour dire au revoir à sa mère pour toujours. Ils prévoient d’aller en Californie. Ils marchent jusqu’à ce qu’ils trouvent refuge dans un motel abandonné. La mère de Sarah rend visite à la mère de Spike et elles parlent. La mère et l’ex-oncle de Sarah trouvent enfin où Spike et Sarah séjournent. Ils se battent mais le couple s’échappe, avec la mère et l’oncle par alliance de Sarah juste derrière eux. Ils courent vers le pont où ils sont entourés par les flics. Spike dit à Sarah qu’il l’aime puis tous deux mettent leurs mains en l’air. Spike est abattu d’une balle dans la poitrine par l’oncle par alliance de Sarah. Sarah court rapidement vers Spike. La mère de Sarah réalise ce qu’est le véritable amour quand Sarah marche vers le bord du pont et saute.

## Distribution
- Chad Lindberg : Spike
- Emma Bing : Sarah
- Max Perlich : l’officier de police Lawson

## Versions
Le film a été présenté pour la première fois au Festival du film et de la créativité Cinequest 2006, suivi du Marché du film de Cannes le 16 mai 2007 et du Festival international du film de Drake le 25 juin 2007.